# زخلوب العفص

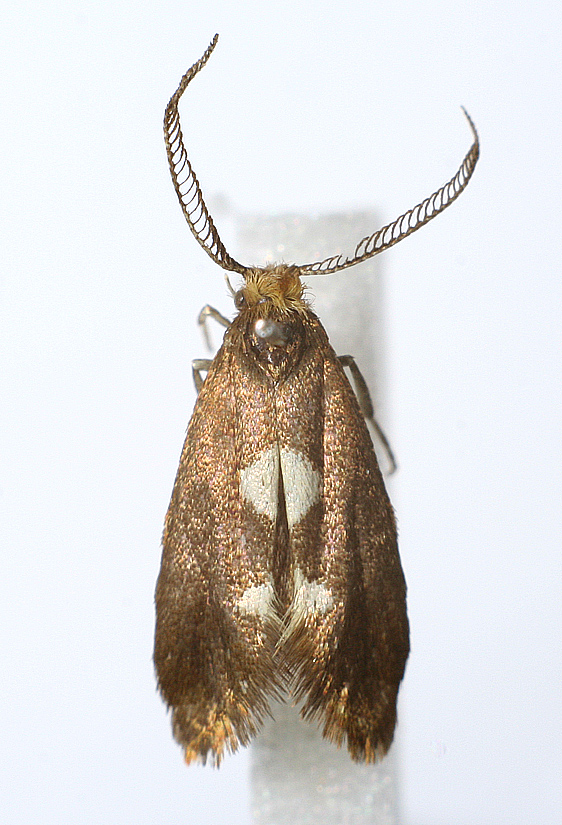

زُخْلُوب العَفص هي عثة من الفصيلة الزخلوبية . توجد في أروبة. يطول باعها 12-16 مم. رأسها شاحب اللون ذو لون حديدي. رواشنها داكنة إلى أرجوانية اللون؛ لها بقعة ظهرية مثلثة بيضاء قبيل المنتصف وأخرى أصغر عند الحواف.  تطير العثة من أبريل إلى يونيو حسب الموقع. تتغذى اليرقات على البلوط والكستناء الحلو والبندق الشائع والزيزفون الشرد القضباني والورد والعنبية والزعرور.